# 300 Dywizja do Zadań Specjalnych
300 Dywizja do Zadań Specjalnych (niem. 300. Infanterie-Division z.b.V.) – jednostka wojskowa złożona głównie z Estończyków w służbie reżimu III Rzeszy, sformowana pod koniec II wojny światowej.

## Historia
Dowództwo 300 Dywizji do Zadań Specjalnych zostało utworzone 1 maja 1944 jako specjalny sztab mający zajmować się mobilizacją estońskich pułków do służby na rzecz reżimu III Rzeszy. Wspomniany sztab powstał na bazie rozwiązanej 13 Dywizji Polowej Luftwaffe. Na jego czele stanął gen. mjr Richard Höfer; oficerami sztabowymi byli też Niemcy. Podporządkowano mu 2, 3, 4 i 6 Estońskie Pułki Graniczne SS. Dywizja liczyła ponad 10,5 tys. żołnierzy, w tym ok. 500 Niemców. 
W lipcu 300 Dywizja do Zadań Specjalnych została wysłana na front w rejon Narwy na północ od jeziora Pejpus, gdzie podporządkowano ją III Korpusowi Pancernemu SS. Objęła odcinek liczący ok. 30 km głównie w bagnistym terenie. Razem z innymi jednostkami niemieckimi walczyła w tzw. kotle kurlandzkim odpierając ataki oddziałów Armii Czerwonej. Do radzieckiej niewoli żołnierze 300 Dywizja do Zadań Specjalnych oddali się 8 maja 1945.

## Struktura organizacyjna
- estoński 2 pułk pograniczny (policyjny)
- estoński 4 pułk pograniczny (policyjny)
- estoński 5 pułk pograniczny (policyjny)
- estoński 6 pułk pograniczny (policyjny)[2]